# Ricardo Martínez (ur. 1966)
Ricardo Martínez Quiroz (ur. 7 kwietnia 1966 w mieście Meksyk) – meksykański piłkarz występujący na pozycji bramkarza.

## Kariera klubowa
Martínez profesjonalną karierę klubową rozpoczynał w zespole Ángeles de Puebla, w którego barwach zadebiutował w meksykańskiej Primera División w sezonie 1986/1987. W tej drużynie pełnił jednak funkcję rezerwowego, po czym przeszedł do lokalnego rywala Ángeles – Puebla FC. Z Pueblą wywalczył mistrzostwo kraju i Copa México w rozgrywkach 1989/1990, pozostając alternatywą dla Pablo Lariosa. Latem 1990 został zawodnikiem Correcaminos UAT, gdzie spędził rok w roli podstawowego golkipera. Przez dwa sezony ze zmiennym szczęściem grał w Deportivo Toluca, a potem powrócił do Correcaminos, spadając z nim do drugiej ligi po rozgrywkach 1994/1995. W sezonie 1995/1996 Martínez był zawodnikiem Club León, przegrywając rywalizację o miejsce w składzie z Adriánem Martínezem. Przez trzy lata reprezentował barwy Monarcas Morelia, będąc podstawowym bramkarzem ekipy, z którą nie osiągnął jednak większych sukcesów.
W lipcu 1999 odszedł do CF Monterrey, gdzie spędził kolejne pięć sezonów, regularnie wybiegając na ligowe boiska w wyjściowej jedenastce. W sezonie Clausura 2003 osiągnął w Monterrey drugie w karierze mistrzostwo Meksyku – w pierwszej połowie rozgrywek pierwszym golkiperem zespołu był Juan de Dios Ibarra, lecz w decydujących o tytule meczach szkoleniowiec Daniel Passarella postawił na Martíneza. Zajął także drugie miejsce w superpucharze kraju – Campeón de Campeones. Latem 2004 Martínez podpisał umowę ze stołecznym Club América, gdzie spędził rok jako rezerwowy dla Guillermo Ochoi. W rozgrywkach Clausury 2005 wywalczył kolejne mistrzostwo Meksyku, jednak wystąpił zaledwie w dwóch meczach i w wieku 39 lat zdecydował się zakończyć piłkarską karierę.

## Kariera reprezentacyjna
W seniorskiej reprezentacji Meksyku Martínez zadebiutował 17 kwietnia 1991 w zremisowanym 0:0 meczu towarzyskim z Kostaryką. W 1998 roku został powołany przez selekcjonera Manuela Lapuente na Złoty Puchar CONCACAF, gdzie Meksykanie okazali się triumfatorami, natomiast sam zawodnik ani razu nie wybiegł na boisko, będąc rezerwowym dla Óscara Péreza. Jego drugim i ostatnim spotkaniem w kadrze narodowej był rozegrany 24 lutego 1998 sparing z Holandią, przegrany ostatecznie 2:3.